# エクセル田無
エクセル田無（エクセルたなし）は、東京都西東京市田無町にある日本中央競馬会（JRA）の場外勝馬投票券発売所である。当施設は会員制かつ定員制となっており、全席がエクセルフロア（有料指定席）のみとなっている。

## 施設概要
田無駅の北口にあるアスタビル（ASTA）の6Fフロアがエクセル田無となっており、非開催日には市民ホールとして活用されているが、これはASTAビルの管理が西東京市の第三セクターにより行われているためである。
当施設は会員制で、会員登録はJRAカード（クレジットカード）、またはJETカード（エクセル田無で発行する会員証）、並びに公的機関が発行する身分証明書（免許証、健康保険証、パスポート、住民基本台帳カード=写真付き、または住民票=6か月以内）を所持し、公共交通機関を利用し、エクセル田無まで公共交通機関により概ね30分以内で来場できる者に限定されており、入館する際にも電話による事前の入館予約が必要で、入場定員となった場合は会員でもキャンセル待ちとなる。一般客の利用はできないが、会員の同伴者であれば3人まで入場することができる。ただし同伴者の入館予約も必要となる。
施設内は有料指定席の「エクセルフロア」のみとなっており、座席数は659席で、1席1日500円の利用料が必要となる。なお営業は開催日のみ。

## 交通
- 西武新宿線田無駅下車、北口からペデストリアンデッキでASTAビル（西友LIVIN田無）へ徒歩1分。

## 注
1. 1 2  JRAには「エクセル」と銘打たれた有料制の場外売り場が単独4箇所、ウィンズ併用9箇所の合計13箇所あるが、田無以外のエクセルは会員制度がなく、当日入場者から入場料を徴収する「有料定員方式」になっている。なお会員制の有料場外馬券売り場は日本では当地とジョイホース横浜 、ジョイホース浜松 （川崎競馬場の会員制有料場外馬券売り場）、更にf-keiba木更津（船橋競馬場の会員制有料場外馬券売り場）の4か所のみである
2. ↑  入会金無料、ただし所定年会費は必要（初年度に限り無料）。要審査
3. ↑  中央競馬開催日に、運転免許証やパスポートなどを添えて申し込み、審査の上で発行される。入会金・年会費無料。
4. ↑  かつては「田無駅近隣在住」と言う条件があったが、のちに緩和された。